# Visby
Visby je švédské město ležící na ostrově Gotland. Je správním centrem kraje a obce Gotland. Visby je pravděpodobně nejlépe zachované středověké město ve Skandinávii, díky tomu se dostalo na Seznam světového dědictví UNESCO. Jedny z nejpozoruhodnějších pamětihodností jsou 3,4 kilometrů dlouhé kamenné hradby – „Ringmuren“ – obklopující město a zříceniny starých kostelů. Dále zde sídlí kampus Uppsalské univerzity, která byla do roku 2013 samostatnou univerzitní školou.
Počet obyvatel Visby je k roku 2020 přibližně 24 951, rozloha města je 13,69 km².

## Historie

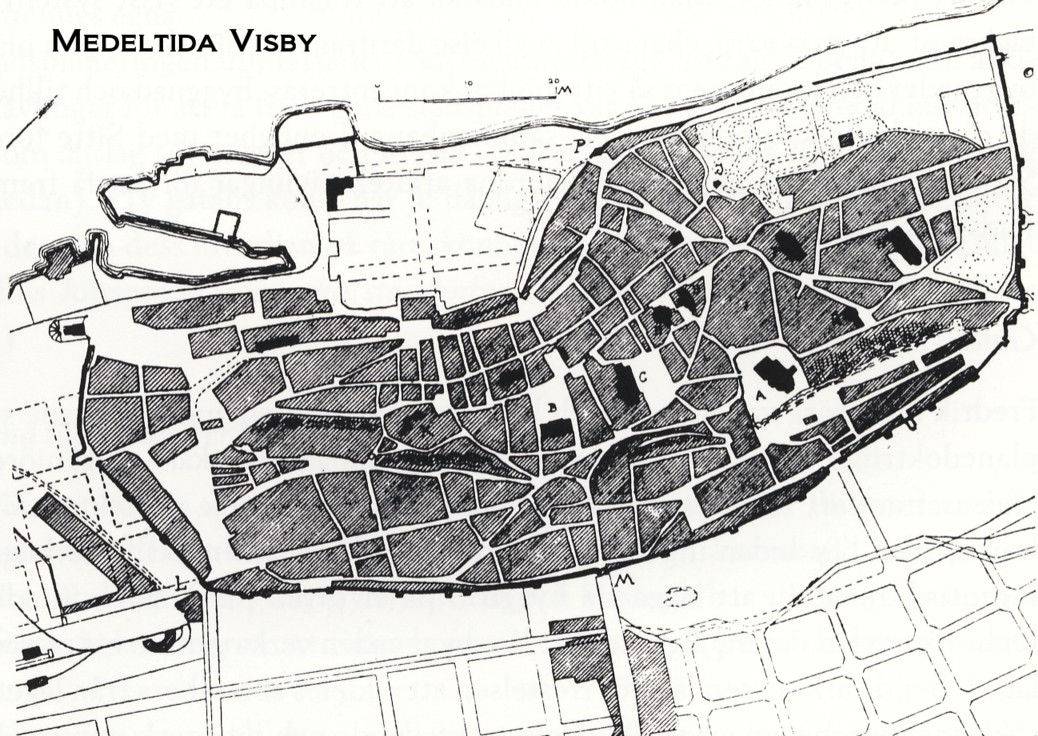
Středověké Visby

První osídlení sahá do doby kamenné. Kolem roku 900 se místo stalo obchodním centrem. První písemná zmínka pochází z roku 1203. Ve 12. století byla postavena katedrála ve Visby zasvěcená svaté Marii. Ve 13. století ji čekala přeměna do současné podoby. Stavba byla oficiálně otevřena roku 1225 biskupem z Linköpingu. Následující století vzniklo ve město několik dalších kostelů. Visby rozkvétalo především díky členství v Hanze. Ve 12. století nejspíše začaly práce na městských hradbách. Kolem roku 1300 byly přestavěny do aktuální výšky a získaly jejich charakteristické věže (ačkoliv některé byly postaveny až v 15. století). Hradby jsou dodnes z větší části neporušeny.
V roce 1361 Gotland dobyl Valdemar IV. Dánský. 1800 místních obyvatel bylo zabito při obraně města. Valdemar strhl část hradeb, nachystal tři velké sudy od piva a vyhrožoval vydrancováním města, pokud nebudou naplněny stříbrem a zlatem. Radní splnili jeho požadavky tím, že obrali kostely o cennosti. Valdemar si tak mohl na seznam titulů připsat „Král gotlandský“. Jeho útok na Visby však uvrhl Dánsko do války s Hanzou.
V letech 1391, 1394 a 1398 bylo město vydrancováno vitaliány, piráty, kteří se plavili v Baltském moři. Po obsazení Gotlandu Řádem německých rytířů však byli vitaliáni z Visby vyhnáni. V roce 1409 prodal velmistr Řádu německých rytířů Ulrich von Jungingen ostrov Gotland královně Markétě I. Dánské a zajistil tak řádu mír s Kalmarskou unií.
Roku 1411 nechal král Erik VII. Pomořanský ve městě postavit hrad Visborg, kde se na dvanáct let usadil. Za tuto dobu se Visby stalo hnízdem pirátů. V roce 1470 byl Visby zrušen status hanzovního města.
V roce 1525 se visbijští kupci dostali do sporu s Lübeckem. Lübečané následně ve Visby spálili všechny kostely kromě katedrály. Jejich ruiny přetrvaly do dnešních dní. Po třísetleté nadvládě Dánů se v roce 1645 Gotlandu zmocnilo Švédsko.

## Rodáci
- Jacob Niclas Ahlström (1805–1857), hudební skladatel
- Elfrida Andrée (1841–1929), hudební skladatelka
- Eric Gadd (* 1965), zpěvák
- Alexander Gerndt (* 1986), fotbalista
- Lars Gullin (1928–1976), jazzový saxofonista
- Gabriel Gustafson (1853–1915), archeolog
- Thomas Ihre (1659–1720), teolog
- Erik af Klint (1816–1866), švédský námořní důstojník v rakouských službách
- Håkan Loob (* 1960), bývalý hokejista
- Thomas Lövkvist (* 1984), cyklista
- Jakob Pleskow (kolem 1323–1381), starosta hanzovního města Lübeck
- Christopher Polhem (1661–1751), vědec a vynálezce
- Hermann Swerting (1280–1342), hanzovní obchodník a starosta Visby
- Simon Swerting (před 1340–po 1388), obchodník a starosta hanzovního města Lübeck

## Partnerská města
- Soest od roku 1995
- Lübeck od roku 1999
- Rhodos

## Galerie

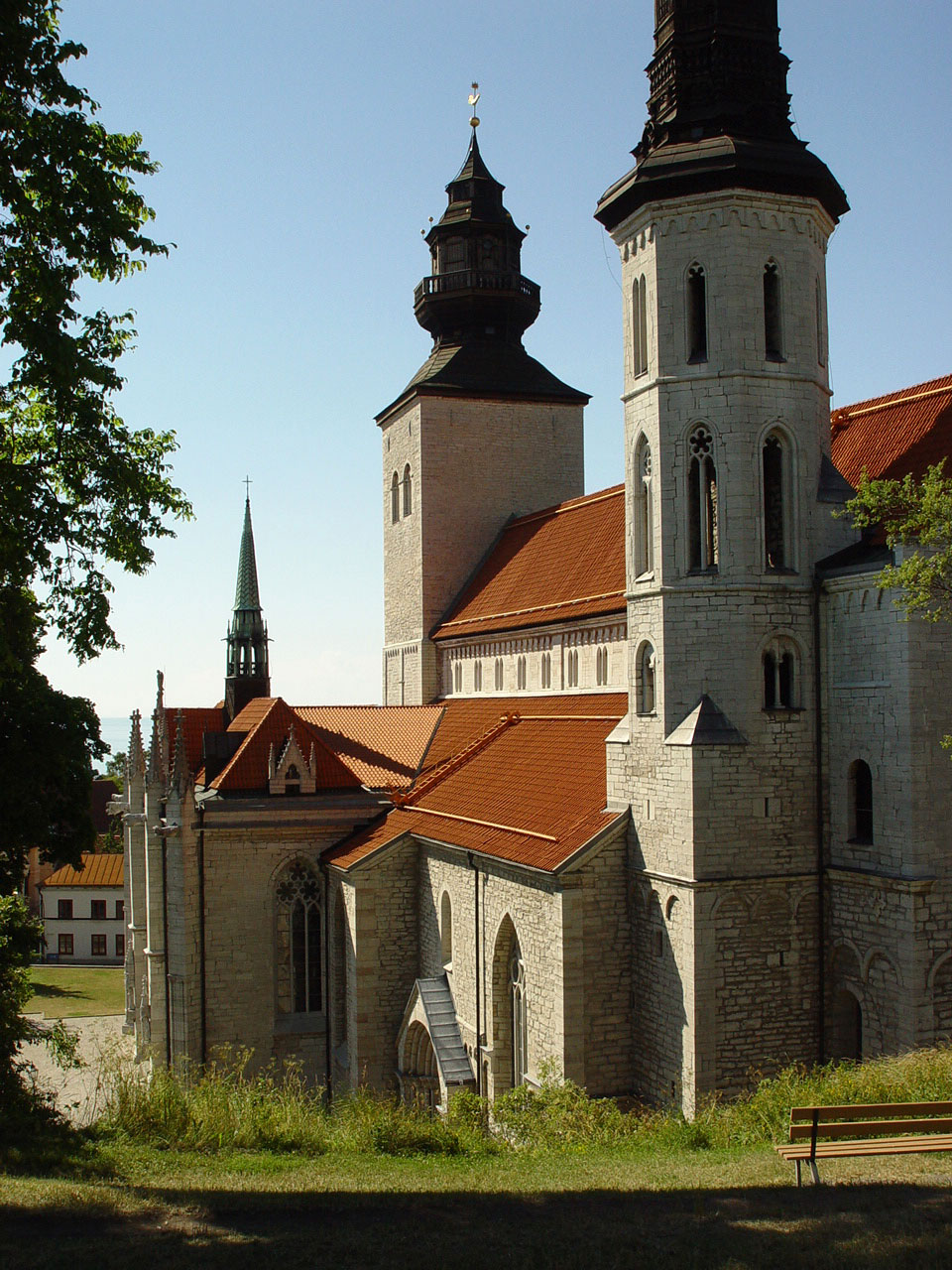
Katedrála ve Visby
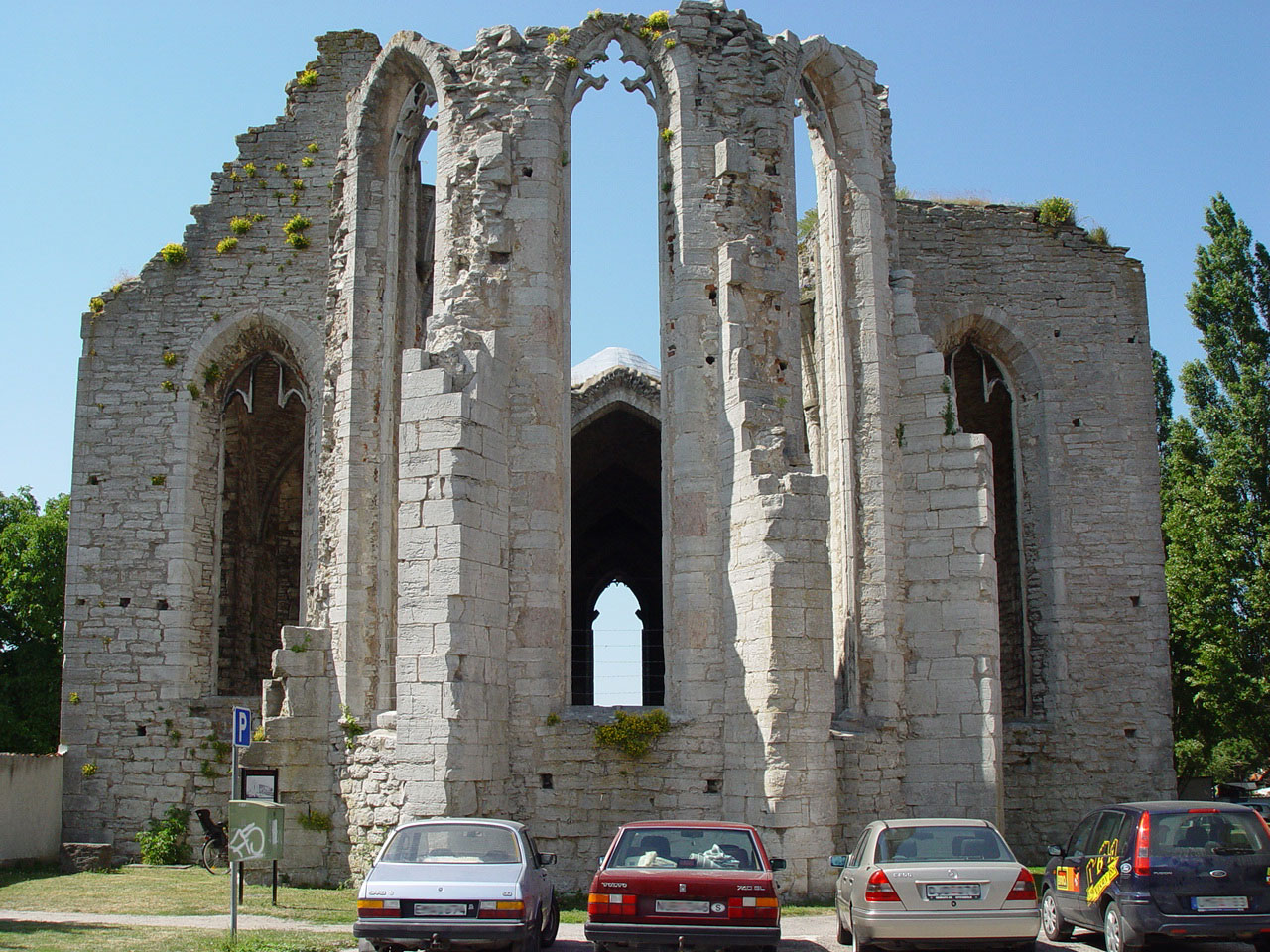
Ruina kostela svatého Mikuláše
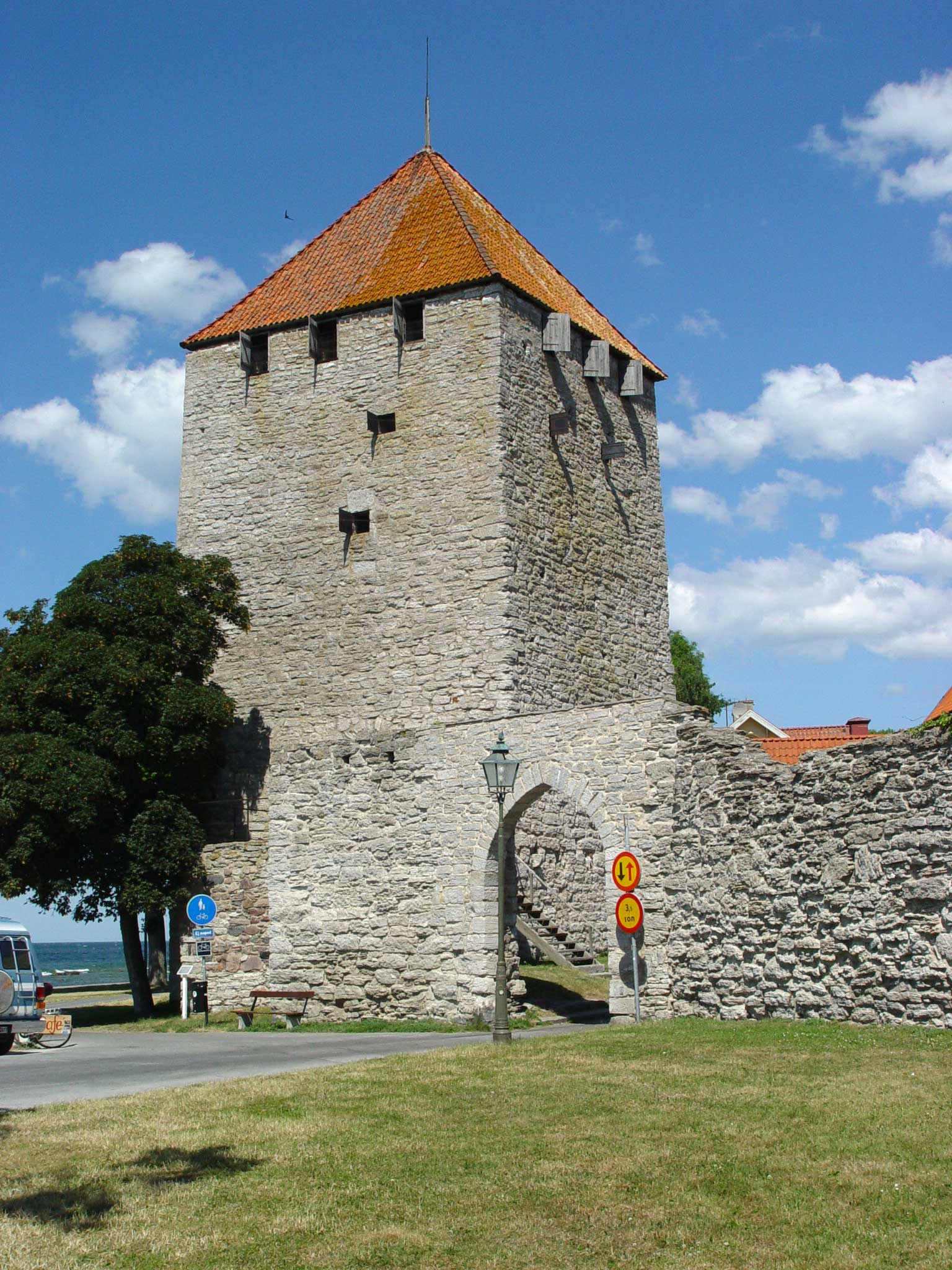
Prašná brána
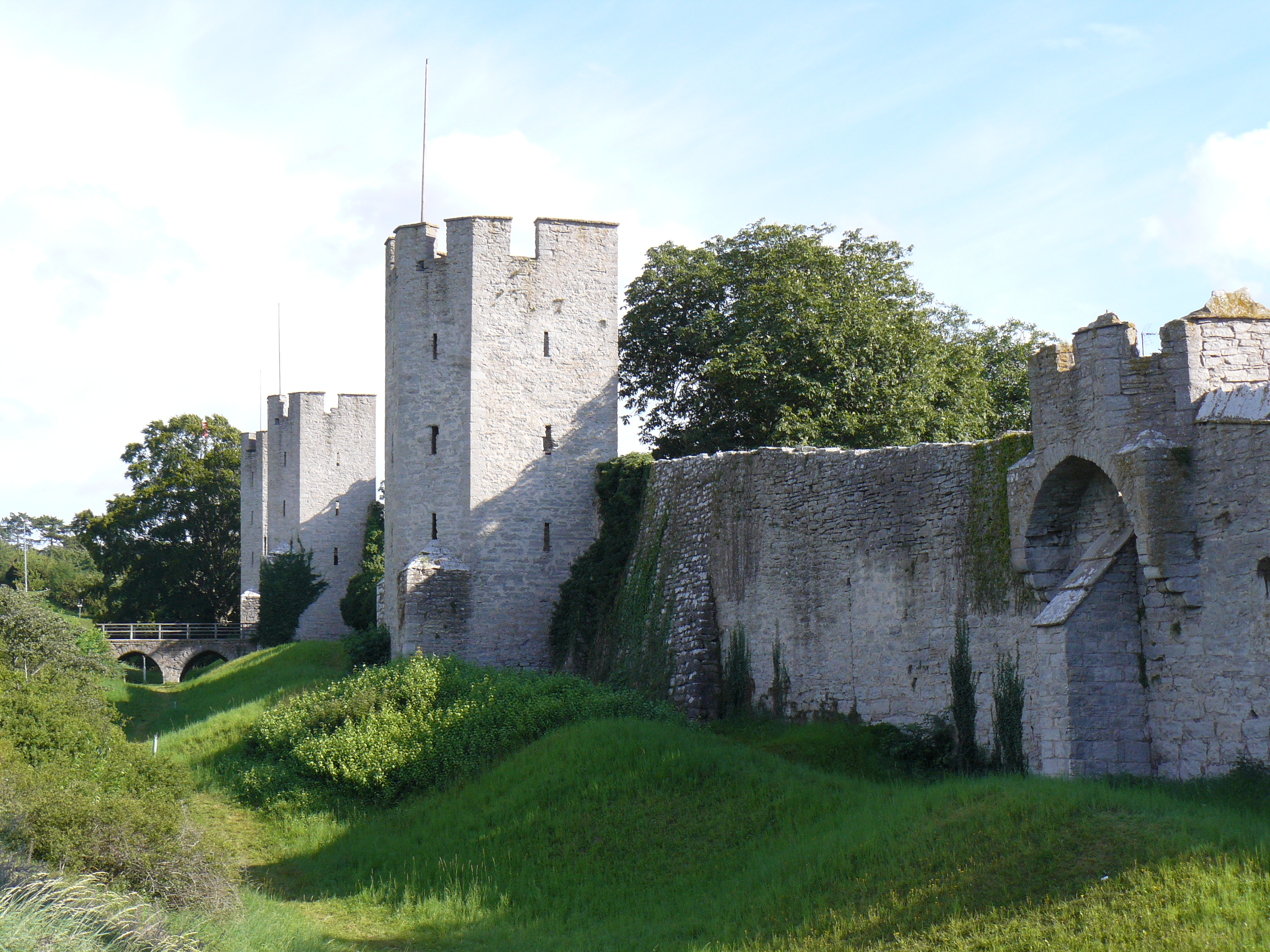
Severní část hradeb